# 滝本憲吾
滝本 憲吾（たきもと けんご、1979年（昭和54年）5月3日 - ）は、大阪府出身の映画監督及びテレビドラマのディレクターである。

## 人物
吉本興業系の映像専門学校NCF（なんばクリエイターファクトリー）で井筒和幸ゼミ第一期生として在学し、井筒作品の現場に出て鍛えられる。「ゲロッパ!」で初めて劇映画の現場に監督アシスタントとしてつく。
以後、上京しフリーの助監督として、おもに井筒和幸、廣木隆一、中島哲也などの監督のもとで活躍。2007年にはサディスティック・ミカ・バンド再結成にあわせて製作されたドキュメンタリー「Sadistic Mica Band (映画)」（監修：井筒和幸）で監督デビューした。
漫才コンビ麒麟の田村裕と高校の同級生である。

## 作品

### 映画

#### 監督作品
- 「Sadistic Mica Band」（2007年） - 兼 撮影・編集
- 「笑いのカイブツ」（2024年） - 兼 共同脚本

#### 主な助監督作品
- 『ゲロッパ!』（井筒和幸監督・2003）
- 『クイール』（崔洋一監督・2004）
- 『やわらかい生活』（廣木隆一監督・2004）
- 『パッチギ!』（井筒和幸監督・2005）
- 『female』『女神のかかと』（西川美和監督・2005）
- 『嫌われ松子の一生 (映画)』（中島哲也監督・2006）
- 『フラガール』（李相日監督・2006）＜演出部応援＞
- 『パッチギ! LOVE&PEACE』（井筒和幸監督・2006）
- 『M』（廣木隆一監督・2007）＜演出部応援＞
- 『百万円と苦虫女』（タナダユキ監督・2008）＜演出部応援＞
- 『俺たちに明日はないッス』（タナダユキ監督・2008）
- 『TO THE FUTURE』（井筒和幸監督・2009）
- 『フィッシュストーリー』（中村義洋監督・2009）＜演出部応援＞
- 『色即ぜねれいしょん 』（田口トモロヲ監督・2009）＜演出部応援＞
- 『ボーイズ・オン・ザ・ラン』（三浦大輔監督・2009）＜演出部応援＞
- 『キトキト!』（吉田康弘監督）＜演出部応援＞
- 『雨の町』（田中誠監督）＜演出部応援＞
- 『TKO HIPHOP』（谷口則之監督）
- 『カフェ代官山』（武正晴監督）＜演出部応援＞
- 『花婿は18歳』（武正晴監督）＜演出部応援＞
- 『木更津キャッツアイ 日本シリーズ』＜メイキング撮影＞
- 『天国のバス』（郡司掛雅之監督)
- 『ヒーローショー』（井筒和幸監督・2010）
- 『告白』（中島哲也監督・2010）
- 『雷桜』（廣木隆一監督・2010）＜演出部応援＞
- 『黄金を抱いて翔べ』（井筒和幸監督・2012）
- 『奇跡のリンゴ』（中村義洋監督・2013）＜演出部応援＞
- 『旅立ちの島唄〜十五の春〜』（吉田康弘監督・2013）＜演出部応援＞
- 『渇き。』（中島哲也監督・2014）＜演出部応援＞
- 『イン・ザ・ヒーロー』（武正晴監督・2014）＜演出部応援＞
- 『百円の恋』（武正晴監督・2014）＜演出部応援＞
- 『バースデーカード』（吉田康弘監督・2016）＜演出部応援＞
- 『銃』（武正晴監督・2018）＜演出部応援＞
- 『来る』（中島哲也監督・2018）＜演出部応援＞
- 『無頼』（井筒和幸監督・2020）＜演出部応援＞
- 『アンダードッグ』（武正晴監督・2020）＜演出部応援＞

### テレビドラマ

#### 監督作品
- 『鈴木先生』(Lesson6)(2011年、テレビ東京)
- 『Piece』（2012年、日本テレビ）
- 『BAD BOYS J』（2013年、日本テレビ）
- 『仮面ティーチャー』（2013年、日本テレビ）
- 『49』（2013年、日本テレビ）
- 『トクソウ』（2014年、WOWOW）
- 『女はそれを許さない』（2014年、TBS）
- 『スリル!〜赤の章・黒の章〜』（第二話、第四話）（2017年、NHK）
- 『ポイズンドーター・ホーリーマザー』（2019年、WOWOW）
- 『FAKE MOTION –たったひとつの願い-』- (2021年、日本テレビ)
- 『運命警察』- (2022年、テレビ東京)
- 『サワコ 〜それは、果てなき復讐』(2022年、BS-TBS)

#### 主な助監督作品
- 『青の女』（緒方明監督・2004）
- 『白の女』（廣木隆一監督・2004）
- 『美波21歳、神戸着。～女優の嘘、ホントの私～』（小林聖太郎演出・2008）＜演出補＞
- 『太宰治短編小説集「駈込み訴え」』（2010年9月27日午後10時35分、NHK-BS2） （西川美和監督）＜取材＞
- 『鈴木先生』（テレビ東京・2011・4月～6月）（河合勇人・橋本光二郎監督）＜監督補＞

### 配信ドラマ
- 携帯配信ドラマ『私が黄金を追う理由〜映画「黄金を抱いて翔べ」スペシャルドラマ〜』（2012年10月1日 - 同月27日、BeeTV）
- 龍が如く〜Beyond the Game〜（2024年10月25日 - 11月1日、Prime Video）

### MVなど
- 小野賢章「FANTASTIC TUNE」（2014年）
- 小野賢章「TOUCH」（2014年）
- 小野賢章「ZERO」（2015年）
- Kensho Ono First Live & Documentary Film"Touch my Style"（2015年）
- 小野賢章「STORY」（2016年）
- かもめ児童合唱団「インターネットブルース」（2016年）
- 小野賢章「Night Drivi'n」（2016年）
- KENSHO ONO Live Tour 2016 〜Rainbow Road〜（2016年）
- 小野賢章「Against The Wind」（2017年）
- 小野賢章「Take The Top」（2017年）
- 小野賢章「FIVE STAR」（2018年）

### CM
- 『eo光テレビ』（2010年）
- Miitopia（ミートピア）（2016年）
- 「もう大丈夫」篇／関西停電情報アプリ WEB MOVIE｜関西電力送配電 (2022年)
- 「見ていてくれた」篇／関西停電情報アプリ WEB MOVIE｜関西電力送配電 (2022年)

### DVD
- 『みうらじゅん&安齋肇の勝手に観光協会』＜映像演出＞